# Olga Vorobjova
Olga Valerjevna Vorobjova, née Baranova (Russisch: Ольга Валерьевна Воробьёва, Abakan, 12 oktober 1990, RSFSR, Sovjet-Unie) is een voormalig Russisch professioneel tafeltennisster. Zij speelt rechtshandig met de shakehandgreep.

## Belangrijkste resultaten
- Brons met het team op de Europese kampioenschappen 2013.
- Brons met het team op de Europese kampioenschappen 2017.